# Cryphia protecta
Cryphia protecta är en fjärilsart som beskrevs av Max Wilhelm Karl Draudt 1931. Cryphia protecta ingår i släktet Cryphia och familjen nattflyn. Inga underarter finns listade i Catalogue of Life.